# Gewichtsbezogene Stigmatisierung
Gewichtsbezogene Stigmatisierung, kurz Gewichtsstigma, „bezeichnet die Zuschreibung negativer Eigenschaften auf Menschen mit Adipositas und umfasst negative gewichtsbezogene Stereotype, Vorurteile und Diskriminierung.“ In Bezug auf Übergewicht ist auch von Fatshaming die Rede, womit der Fokus ähnlich wie beim Bodyshaming auf das Beschämen dicker Menschen gelegt wird. In westlichen industriellen Gesellschaften ist gewichtsbezogene Stigmatisierung trotz der negativen Folgen für Betroffene weit verbreitet und akzeptiert.
Empirisch werden Stigmatisierungserfahrungen Adipöser und ihre Bewältigungsstrategien vor allem mithilfe eines entsprechenden psychologischen Inventars erforscht. Gewichtsbezogene Stigmatisierung ist ein zentraler Forschungsgegenstand der Fat Studies.

## Geschichte

### Bis zum Beginn des 20. Jahrhunderts

#### Deutschland
Ein Verständnis von „Fettleibigkeit“ als Gesundheitsproblem begann in Deutschland mit der Aufklärung. Das Körperideal von Schlankheit entwickelte sich allerdings zuerst vor allem als Schönheitsideal der Aristokratie, deren Mitglieder etwa durch Kuraufenthalte versuchten, Gewicht zu reduzieren. In der von Hunger und Mangelernährung geprägten Arbeiterschicht setzte sich Schlankheit als Schönheitsideal erst deutlich später mit dem Wandel der Arbeitswelt und der Verfügbarkeit günstiger, energiereicher Nahrung durch. Für Deutschland erklärt Merta den Wandel ab dem späten 18. Jahrhundert anhand der Veränderung der Arbeitswelt und von Wertvorstellungen, die nun im Sinne der „Triebzivilisierung“ auch im Privatleben zu Enthaltsamkeit und Mäßigung aufriefen. Zudem habe zunehmender Reichtum dazu geführt, dass ein dicker Bauch als Distinktionsmerkmal an Attraktivität verloren habe.

#### USA
Auch in den USA lässt sich anhand von Werbematerialien schon für das späte 19. Jahrhundert ein Trend feststellen, in dem Sorgen vor Übergewicht artikuliert und von einer wachsenden Diätindustrie kommerzialisiert wurden, sodass Amy Erdman Farrell den Ursprung der Idee, dass Übergewicht ein Grund zur Scham sei, im 19. Jahrhundert identifiziert. Zuvor hatte Übergewicht, selbst wenn es als unattraktiv galt, als Statussymbol, das Macht und Besitz, aber auch Gier und Dekadenz signalisierte, gegolten. In Vaudeville-Shows und Jahrmärkten wurden extrem übergewichtige Menschen als „groteskes“ Spektakel beworben. Auch Beleidigungen, die sich auf das Körpergewicht bezogen, gewannen zu Ende des 19. Jahrhunderts an Verbreitung. Mit der Abwertung dicker Körper ging aber nicht direkt eine Aufwertung dünner Körper einher: Als Schönheitsideal galt vielmehr ein „ausgeglichener“ Körper. Übergewicht wurde zunehmend als Problem der wachsenden weißen Mittelschicht dargestellt; Übergewicht galt als Anzeichen, dass die neureiche Mittelschicht nicht verantwortungsvoll mit den neuen Freiheiten und Möglichkeiten umgehen könne. Die Abwertung dicker Menschen nahm zudem rassistische und klassistische Züge an. Selbst zu Zeitpunkten, als Übergewicht bei als weiß geltenden (englisch- und deutschstämmigen) Frauen noch Gesundheit und Schönheit symbolisierte, wurde es bei als nicht-weiß geltenden irischstämmigen Frauen als grotesk dargestellt. Im wissenschaftlichen Diskurs war, so Amy Farrell, der Glaube verbreitet, „dass Modernität und Zivilisiertheit untrennbar mit Dünn-sein, und primitive und unzivilisierte Körper mit Dick-sein verbunden seien“. Die vermeintliche Minderwertigkeit von Afrikanern, „Eingeborenen“, Frauen, Migranten und Verbrechern wurde so mit Übergewicht in Verbindung gebracht und weißen Frauen wurde nahegelegt, sich durch einen schlanken Körper davon abzugrenzen. Übergewicht von Frauen war mit Beginn des 20. Jahrhunderts zudem nicht mehr mit Mütterlichkeit, Fruchtbarkeit und Sinnlichkeit assoziiert, sondern wurde als Zeichen gedeutet, dass sie für Frauen unziemliche Tätigkeiten (etwa in der Politik) ausgeübt hätten. Michael Clarke weist in Bezug auf die von Farrell diskutierten Verbindungen zwischen race und Fatshaming allerdings darauf hin, dass einerseits die Verbreitung solcher Verbindungen über die diskutierten Beispiele (wie etwa Sarah Baartman) hinaus debattierwürdig sei, und dass man andererseits „im späten 19. Jahrhundert im Grunde alles mit Rassentheorien in Verbindung bringen kann, weil alles damit verbunden war.“
Als Ursache für den Wandel des Schönheitsideals im 20. Jahrhundert werden schließlich verschiedene Erklärungen angeführt. Auch der Zeitpunkt, zu dem der Wandel vonstattenging (spätes 19. Jahrhundert oder 1920er Jahre), ist Gegenstand der Debatte. Die Medizin, die sich zwar schon länger mit Adipositas befasst hatte, trug zur Diskreditierung dicker Körper weniger bei und über lange Zeit galt Übergewicht als vernachlässigbares Problem (noch bis in die Mitte des 20. Jahrhunderts stellte z. B. auch das Wiegen von Patienten keine Standardpraxis dar). Medizinische Erkenntnisse über die gesundheitlichen Risiken von Übergewicht entwickelten sich erst nach Beginn der kulturellen Stigmatisierung von Übergewicht und wurden in der Öffentlichkeit erst dann zur Bestätigung vorab existierender Vorurteile herangezogen. Für die USA verweisen Schwartz und Stearns, die den Wandel der Wahrnehmung von Übergewicht zeitlich später (zu Beginn des 20. Jahrhunderts) verorten, auf die Transformation von einer agrarisch und ländlich geprägten Gesellschaft zu einer urbanen, konsumorientierten Gesellschaft als wichtigen Faktor für die zunehmende Abwertung dicker Menschen. Der kulturelle Fokus auf Schlankheit sei ein Produkt von Schuldgefühlen in einer von Exzess geprägten Gesellschaft, die noch von den viktorianischen und protestantischen Idealen von harter Arbeit und Zurückhaltung geprägt sei.

### Im 20. Jahrhundert
Der Schlankheitstrend setzte sich im 20. Jahrhundert, nur unterbrochen durch die Nahrungsmittelknappheit während der Weltkriege, weiter durch. In der Folge nahm auch die Unzufriedenheit von Menschen mit dem eigenen Gewicht zu. Obwohl sich das Durchschnittsgewicht von US-Amerikanern zwischen 1950 und 1970 nicht wesentlich verändert hatte, gaben 1973 39 % der Männer und 55 % der Frauen an, sich zu dick zu fühlen – 1950 waren es noch 21, bzw. 44 % gewesen. Parallel zu den immer repressiver werdenden Schlankheitsidealen kam es allerdings insgesamt in den westlichen Staaten eher zu einer Gewichtszunahme. 1997 wurde Adipositas als erste nicht-infektiöse Krankheit von der WHO zur Epidemie erklärt. Wurde die Bezeichnung „Epidemie“ ursprünglich noch als Metapher für die schnelle Ausbreitung verwendet, verschob sich die Bedeutung später zum Sinn einer Epidemie, die mit Cholera oder AIDS vergleichbar sei. Anstelle eines biomedizinischen Auslösers, wie etwa eines Virus, habe sich die Vorstellung verbreitet, dass eine „toxisch[e] Umwelt“ zur Verbreitung von Adipositas beitrage, so Schorb. Damit ging ein verstärkter wissenschaftlicher, medizinischer und politischer Fokus auf Adipositas einher.

### 21. Jahrhundert
Während sich in vielen Bereichen die Erkenntnis durchgesetzt habe, dass moralische, physische und psychische Eigenschaften von Menschen nicht zusammenhingen, halte sich die Idee, dass man anhand des Körpergewichts den „Wert“ von Menschen erkennen könne, auch im 21. Jahrhundert, diagnostiziert Amy Farrell. Seit den frühen 2000er Jahren dominiert der Diskurs der Adipositas-Epidemie die Debatte über Dickleibigkeit. Eine Reihe von Wissenschaftlern sieht darin einen Zusammenhang mit neoliberaler Wirtschaftspolitik und ihren Auswirkungen. Im Zuge dieser Politik sei es zur stärkeren biopolitischen Kontrolle des Gesundheitssystems gekommen, sodass Gesundheit verstärkt als individuelle Verantwortung im Sinne neoliberaler Selbsttechniken betrachtet und soziale und wirtschaftliche Faktoren ausgeblendet wurden, schreibt Harjunen. Der dicke Körper werde somit als „Zeichen ob man ein anständiger, würdiger und produktiver (neoliberaler) Bürger ist gedeutet“. Die gesellschaftliche Kontrolle und negative Vorurteile über dicke Menschen würden mit den durch Übergewicht entstehenden gesellschaftlichen Kosten gerechtfertigt.

## Erklärungsansätze
Die Tatsache, dass Übergewicht ein Risikofaktor für eine Reihe von Erkrankungen ist, die gestiegene Prävalenz vor allem in entwickelten Nationen und Schwellenländern, sowie gewandelte kulturelle Deutungen von Übergewicht haben in jüngerer Zeit zu einem verstärkten Fokus auf Übergewicht geführt. Stigmatisierungsprozesse von Übergewicht hängen eng mit Annahmen zur Kausalität der Adipositas zusammen, ob also die Ursache von Adipositas im individuellen Verhalten (in Form einer übermäßigen Zufuhr von Nahrungsenergie in Verbindung mit einem Mangel an Bewegung), in genetischen Prädispositionen, oder in kulturellen Begebenheiten verortet wird. Die Vorstellung, Übergewicht sei allein im individuellen Verhalten begründet, ist besonders stark mit dem Vertreten stigmatisierender Einstellungen verknüpft. Neben solchen attributionstheoretischen Erklärungen werden auch soziokulturelle Faktoren wie Schönheitsideale, die Dünnsein in den Vordergrund stellen, und deren Internalisierung für das Zustandekommen gewichtsspezifischer Stigmata herangezogen. Sowohl sozioökonomische Merkmale von Übergewichtigen als auch derjenigen, die an deren Stigmatisierung beteiligt sind, spielen für die Ausprägung von stigmatisierenden Haltungen eine Rolle. So werden beispielsweise übergewichtige Frauen negativer beurteilt als übergewichtige Männer und übergewichtige Personen mit höherem sozialen Status werden als weniger faul und kompetenter eingeschätzt als Personen mit geringem sozialen Status. Auf Seiten derjenigen, die entsprechende Einstellungen halten findet sich beispielsweise eine positive Korrelation zwischen autoritären Einstellungen und Vorurteilen gegenüber Übergewichtigen.

## Verbreitung
In westlichen industriellen Gesellschaften ist gewichtsbezogene Stigmatisierung weit verbreitet und akzeptiert. Eine von deutschen Wissenschaftlern durchgeführten systematischen Übersichtsarbeit von 2016 zeigte, dass durchschnittlich etwa 5,7 % der normalgewichtigen Menschen angaben, aufgrund ihres Gewichts diskriminiert worden zu sein. Unter Menschen mit Adipositas Grad I gaben 19,2 % der Befragten an, diskriminiert worden zu sein. Unter Befragten mit einem Body Mass Index über 35 lag der Wert bei 41,8 % der Befragten. Fatshaming fand auf der Arbeit, im Gesundheitssystem, im Erziehungssystem, in persönlichen Beziehungen und in den Medien statt. Besonders betroffen sind laut den untersuchten Studien Frauen, junge Erwachsene und Weiße. Gewichtsbezogene Stigmatisierung tritt schon im Kinder- und Jugendalter auf und der Gewichtsstatus wird von Kindern als eine der Hauptursachen von Mobbing gesehen. Heranwachsende haben ausgeprägtere negative Einstellungen gegenüber Übergewichtigen als Kinder, während diese im Erwachsenenalter abnehmen. Eine Harvard-Studie zu implizitem Bias fand, dass im Zeitraum von 2007 bis 2020 entgegen dem Trend bei anderen Vorurteilsformen unbewusste Vorurteile gegenüber übergewichtigen Menschen zunahmen.

### In Familien
Stigmatisierung aufgrund des Körpergewichts findet häufig vor allem durch Familienmitglieder statt. In Befragungen werden Eltern und Geschwister von Kindern aller Gewichtsgruppen als häufigste Ausgangspunkte gewichtsbezogener Stigmatisierung benannt und Studien fanden gewichtsbezogene Stereotype auch bei Eltern von Kindern mit Adipositas. Gewichtsbezogene Stigmatisierung in der Familie kann in Form von Stereotypen, Hänseleien, Beschimpfungen, Kritik, Ablehnung oder feindseliger Behandlung auftreten. Bis zu 72 % von Erwachsenen mit hohem Gewicht berichten von gewichtsbezogener Stigmatisierung durch Familienmitglieder. Häufig geht diese von weiblichen Familienmitgliedern aus. Elterliche negative Einstellungen gegenüber Übergewicht und Kommentare zum Gewicht der Kinder gelten als Risikofaktoren für die Entwicklung von Essstörungen.

### Im Gesundheitswesen
Sowohl bewusste als auch unbewusste Vorurteile gegenüber übergewichtigen Patienten sind im Gesundheitssystem verbreitet. Studien zeigen, dass Ärzte Übergewicht mit mangelnder Compliance und verminderter Adhärenz, Feindseligkeit, Unehrlichkeit und schlechter Hygiene in Verbindung bringen. Sie halten Patienten mit Adipositas oft für faul, unkontrolliert und weniger intelligent. Solche Vorurteile vermindern auch die Qualität der medizinischen Betreuung für übergewichtige Patienten, etwa weil ihnen bestimmte Untersuchungen seltener angeboten werden, und können dazu führen, dass übergewichtige Patienten seltener Ärzte aufsuchen.

### Im Bildungssystem
Schüler, Eltern und Lehrer sehen gewichtsbezogenes Mobbing als großes Problem im Schulsystem. Unter Erziehern und Lehrern sind Vorurteile gegenüber übergewichtigen Schülern weit verbreitet. Auch bezüglich der Aufnahme an Universitäten und der finanziellen Unterstützung bei der Ausbildung durch die Familie ließ sich Benachteiligung von übergewichtigen Jugendlichen finden. Diskriminierung und gewichtsbezogene Stigmatisierungen werden als eine mögliche Erklärung für im Durchschnitt schlechtere Leistungen von übergewichtigen Schülern und Studierenden herangezogen. Auch der sogenannte „heimliche Lehrplan“ kann Schülern negative Einstellungen zu übergewichtigen Personen vermitteln.

### Im Berufsleben
Experimentelle Studien zeigen, dass übergewichtige Arbeitnehmer im Vergleich zu gleich qualifizierten dünnen Menschen bei Einstellungen, Beförderungen und Kündigungen benachteiligt werden. In repräsentativen Befragungen aus den USA gaben signifikant mehr übergewichtige Menschen an, am Arbeitsplatz Diskriminierung wahrgenommen zu haben. Studien zeigen außerdem, dass übergewichtige Menschen und insbesondere Frauen häufig einen niedrigeren Lohn erhalten.

### In und durch Medien
Weil der Informationsstand über Adipositas in der Gesellschaft schlecht ist, kann die unsachliche mediale Behandlung des Themas zur Stigmatisierung beitragen, genau wie die mediale Betonung eines Schlankheitideals. Wissenschaftliche Untersuchungen zu Fernsehprogrammen mit Fokus auf stark übergewichtige Frauen konnten zudem zeigen, wie vor allem in Unterhaltungssendungen negative Stereotype verbreitet werden. Der Einfluss von Printmedien wie Tageszeitungen auf stigmatisierende Einstellungen ist aktuell nicht geklärt. Laut Anja Hilbert „werden adipöse Figuren beispielsweise in Fernsehsendungen selten als attraktiv gezeigt, sie haben weniger romantische Interaktionen und erfahren weniger körperliche Zuwendung im Vergleich zu nicht adipösen Fernsehfiguren. Demgegenüber werden sie häufiger beim Essen dargestellt oder lächerlich gemacht.“ Auch in Sozialen Medien finden sich Formen der Stigmatisierung, in denen häufig übergewichtigen Menschen ein Mangel an Selbstkontrolle und fehlende Eigenverantwortung vorgeworfen wird. Kontakt mit Medien, in denen Fatshaming eine Rolle spielt, erhöht negative Einstellungen gegenüber Übergewicht, während positive Darstellungen entsprechende Vorurteile abbauen können.

## Folgen
Die mitunter vertretene Annahme, gewichtsbezogene Stigmatisierung könne positive motivationale und gesundheitliche Effekte haben, wird innerhalb der Wissenschaft aufgrund der verfügbaren Evidenz angezweifelt. Gewichtsbasierte Stigmatisierungen haben für die Betroffenen negative Folgen auf ihre Lebensqualität sowie die physische und psychische Gesundheit. Fatshaming wird (oft unabhängig vom tatsächlichen Körpergewicht oder BMI) mit negativem Gesundheitsverhalten in Verbindung gebracht, das die gewichtsbezogene Gesundheit beeinträchtigt. So führt die Stigmatisierung unter Betroffenen häufig zu ungesundem Essverhalten und hat negative Auswirkungen auf die Motivation zu körperlicher Betätigung. Auch die Unzufriedenheit mit dem eigenen Körper ist eine Folge von insbesondere gewichtsbezogenen Hänseleien. Stress gehört ebenfalls zu den Auswirkungen von Fatshaming. Von Fatshaming Betroffene weisen ein erhöhtes Risiko auf, zuzunehmen und übergewichtig oder adipös zu werden. Die negativen Effekte können durch die Internalisierung der Stigmatisierung durch Betroffene verstärkt werden. Kinder und Jugendliche sind besonders stark von den negativen Folgen gewichtsbezogener Stigmatisierung betroffen.
In den USA wurde Diskriminierung anhand des Gewichts teilweise in Anti-Diskriminierungs-Gesetze aufgenommen. In den europäischen Staaten gehen entsprechende Versuche vor allem von Gerichten und nicht der Gesetzgebung aus. In Deutschland kämpfen Interessenvertretungen darum, dass Gewichtsdiskriminierung in das Allgemeine Gleichbehandlungsgesetz aufgenommen wird. In mehreren Gerichtsentscheidungen, u. a. durch den EuGH, wurde festgestellt, dass auch ein sehr hohes Gewicht ohne körperliche Einschränkungen keine Behinderung darstelle und somit nicht unter entsprechenden Diskriminierungstatbestand falle.